# Брандт, Лесли-Энн
Лесли-Энн Брандт (англ. Lesley-Ann Brandt, род. 2 декабря 1981) — американская и новозеландская актриса южноафриканского происхождения. Получила известность благодаря ролям служанки Невии в сериале «Спартак: Кровь и песок» и Мейз в телесериале «Люцифер».

## Биография
Лесли-Энн Брандт родилась в Кейптауне, Южно-Африканская республика, а в 1999 году эмигрировала с родителями и младшим братом в Окланд, Новая Зеландия. Там она начала карьеру в качестве консультанта в рекрутинговом агентстве, а также недолгое время работала моделью.
В 2007 году Брандт дебютировала в новозеландской мыльной опере «Шортланд-стрит», а в 2009 году сыграла одну из главных ролей в сериале «Дипломатическая неприкосновенность». Первую популярность ей принесла роль рабыни Невии в сериале «Спартак: Кровь и песок» и его продолжении «Спартак: Боги арены». 
В 2011 году она переехала в Лос-Анджелес, чтобы продолжить карьеру в США, где снялась в эпизодах таких сериалов, как «Чак», «C.S.I.: Место преступления Нью-Йорк» и «Мемфис Бит». После съемок в нескольких независимых фильмах, Брандт снялась в третьем сезоне сериала канала VH1 «Свободные леди». В 2013—2015 годах она снялась в нескольких эпизодах сериала «Библиотекари». С 2016 года она играет роль Мейзикин в телесериале «Люцифер».
5 сентября 2015 года Лесли-Энн вышла замуж за актёра Криса Пейна Гилберта. У пары есть сын — Кингстон Пейн Гилберт (род. 19.07.2017).

## Фильмография
| Год       |     | Русское название                    | Оригинальное название               | Роль                   |
| --------- | --- | ----------------------------------- | ----------------------------------- | ---------------------- |
| 2007      | с   | Шортланд-стрит                      | Оригинальное название неизвестно    | Соня                   |
| 2009      | с   | Дипломатическая неприкосновенность  | Diplomatic Immunity                 | Лейлани                |
| 2010      | с   | Спартак: Кровь и песок              | Spartacus: Blood and Sand           | Невия                  |
| 2010      | с   | Легенда об Искателе                 | Legend of the Seeker                | сестра Тея             |
| 2010      | ф   | —                                   | The Hopes & Dreams of Gazza Snell   | Шерон                  |
| 2010      | с   | Это не моя жизнь                    | This Is Not My Life                 | Хайн                   |
| 2011      | с   | Чак                                 | Chuck                               | Фатима Тази            |
| 2011      | с   | Спартак: Боги арены                 | Spartacus: Gods of the Arena        | Невия                  |
| 2011      | с   | C.S.I.: Место преступления Нью-Йорк | CSI: NY                             | Камилла Джордансон     |
| 2011      | ф   | Видения                             | InSight                             | Валери Хоури           |
| 2011      | с   | Мемфис Бит                          | Memphis Beat                        | Адриана                |
| 2011      | тф  | Апокалипсис зомби                   | Zombie Apocalypse                   | Кэсси                  |
| 2012      | ф   | Прекрасная душа                     | A Beautiful Soul                    | Анджела Барри          |
| 2013      | ф   | На гребне                           | Drift                               | Лани                   |
| 2013—2015 | с   | Библиотекари                        | The Librarians                      | Ламия                  |
| 2014      | с   | Быть Мэри Джейн                     | Being Mary Jane                     | Тамико Робертс         |
| 2014      | с   | Женщины-убийцы                      | Killer Women                        | Эмбер Флинн            |
| 2014      | с   | Свободные леди                      | Single Ladies                       | Наоми Кокс             |
| 2014      | с   | Готэм                               | Gotham                              | Ларисса Диас / Медянка |
| 2015      | ф   | Болеутоляющие                       | Painkillers                         | Гатс                   |
| 2016      | кор | —                                   | Kat Fight!                          | Зет                    |
| 2016—2021 | с   | Люцифер                             | Lucifer                             | Мейзикин/Лилит         |
| 2018      | ф   | —                                   | Heartlock                           | Тера Шарп              |
| 2019      | ф   | Герцог                              | Duke                                | Вайолет                |
| 2020      | кор | —                                   | Adult Night                         | Лесли                  |
| 2021      | ф   | Чёрный хоррор                       | Horror Noire                        | Эбби                   |
| 2024      | с   | Ходячие мертвецы: Выжившие          | The Walking Dead: The Ones Who Live | Перл Торн              |